# Natalia Málaga Dibos
Natalia María Màlaga Dibos (Lima, 26 de gener de 1964) és una jugadora i entrenadora de voleibol peruana. Membre destacada de la selecció nacional de voleibol del Perú, participà als Jocs Olímpics en quatre ocasions, destacant la medalla d'argent aconseguida als Jocs Olímpics de Seül de 1988. També aconseguí el subcampionat del món de 1982 i la medalla de bronze el 1986.

## Palmarès

### Com a jugadora
Selecció peruana
- 1 medalla d'argent als Jocs Olímpics de Seül de 1988
- 1 medalla d'argent als Campionats del Món de voleibol: 1982
- 1 medalla de bronze als Campionats del Món de voleibol: 1986
- 1 medalla d'argent als Jocs Panamericans: 1987
- 1 medalla de bronze als Jocs Panamericans: 1983 i 1991
- 5 medalles d'or als Jocs Sud-americans: 1983, 1985, 1987, 1989 i 1993
- 3 medalles d'argent Jocs Sud-americans: 1981, 1991 i 1997
- 2 medalles de bronze Jocs Sud-americans: 1999 i 2003

### Com a entrenadora
Clubs
- 1 Lliga Nacional Superior de Voleibol: 2012-13